# Canoparmelia terrapapia
Canoparmelia terrapapia är en lavart som beskrevs av Elix. Canoparmelia terrapapia ingår i släktet Canoparmelia och familjen Parmeliaceae.   Inga underarter finns listade i Catalogue of Life.